# Neufchâtel-en-Bray
Neufchâtel-en-Bray és un municipi francès, situat al departament del Sena Marítim, dins la regió de Normandia. L'any 1999 tenia 5.103 habitants.

## Situació
Neufchâtel-en-Bray es troba al centre-est del departament del Sena Marítim. És situat als marges del Béthune dins el Pays de Bray.

## Administració
Neufchâtel-en-Bray fou capital de districte fins a l'any 1926.

L'alcalde de la ciutat és Maurice Mouquet (PS) (2001-2008).

## Demografia
| Evolució de la població |       |       |       |       |       |       |       |       |
| 1793                    | 1800  | 1806  | 1821  | 1831  | 1836  | 1841  | 1846  | 1851  |
| 3.600                   | 2.898 | 3.063 | 3.196 | 3.430 | 3.463 | 3.572 | 3.365 | 3.602 |

| 1856  | 1861  | 1866  | 1872  | 1876  | 1881  | 1886  | 1891  | 1896  |
| ----- | ----- | ----- | ----- | ----- | ----- | ----- | ----- | ----- |
| 3.483 | 3.564 | 3.616 | 3.641 | 3.651 | 3.777 | 3.832 | 4.006 | 4.133 |

| 1901  | 1906  | 1911  | 1921  | 1926  | 1931  | 1936  | 1946  | 1954  |
| ----- | ----- | ----- | ----- | ----- | ----- | ----- | ----- | ----- |
| 4.179 | 4.293 | 4.195 | 4.013 | 4.128 | 4.055 | 4.148 | 3.777 | 4.838 |

| 1962  | 1968  | 1975  | 1982  | 1990  | 1999  | 2006 | 2011 | 2016 |
| ----- | ----- | ----- | ----- | ----- | ----- | ---- | ---- | ---- |
| 5.590 | 5.883 | 5.814 | 5.498 | 5.322 | 5.104 | -    | -    | -    |

| 2019 | - | - | - | - | - | - | - | - |
| ---- | - | - | - | - | - | - | - | - |
| -    | - | - | - | - | - | - | - | - |

## Llocs d'interès
- Església de Notre-Dame.
- Museu Mathon-Durand.

## Ciutats agermanades
Neufchâtel-en-Bray manté una relació d'agermanament amb la següent ciutat:
- Whitchurch (Shropshire),  (Anglaterra) (1975)